# سیارک ۱۸۹۳
سیارک ۱۸۹۳ (به انگلیسی: 1893 Jakoba، نامگذاری:1971UD) هزار و هشتصد و نود و سومین سیارک کشف شده‌است که در ۲۰ اکتبر ۱۹۷۱ کشف شد.
قدر مطلق سیارک برابر ۱۱٫۹۰ است.